# Force d'urgence des Nations unies
Pour les articles homonymes, voir UNEF.

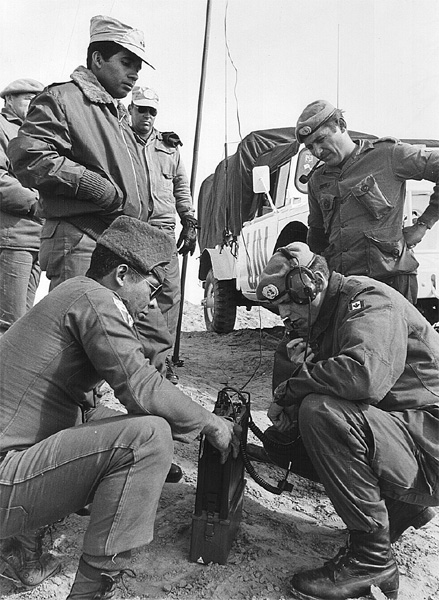
Soldats canadiens et panaméens dans le Sinaï en 1974.

Deux missions sont déployées par l'Organisation des Nations unies en Égypte sous le nom de Force d'urgence des Nations unies (FUNU) (en anglais : United Nations Emergency Force ou UNEF) dans le cadre du conflit israélo-arabe. La première mission (FUNU I) est décidée lors de la crise du canal de Suez et dure de 1956 à 1967. La deuxième (FUNU II) fait suite à la guerre du Kippour et s'étend de 1973 à 1979.

## FUNU I
L'opération FUNU I a été créée le 4 novembre 1956 par la résolution 998 de l'Assemblée générale de l'ONU pour mettre fin à la crise du canal de Suez. À cette occasion, a été créée la première force d'urgence des Nations unies. La FUNU I s'est déployée entre l'Égypte et Israël mais en mai 1967, l'Égypte a obligé la FUNU I à se retirer et la mission s'est terminée en juin 1967.

### Déroulement de l'opération
Les effectifs de la FUNU I ont beaucoup varié, passant de 6 073 en 1957 à 3 378 en 1967. Malgré[pourquoi ?] ce déploiement important pour un contingent des Nations unies, la FUNU a subi des pertes importantes de l'ordre de 106 militaires et d'un civil local.
Au total, la création et l'entretien de cette force auront coûté 214 millions dollars américains prélevés sur le budget de l'ONU.

### Commandants de la force
Stationné à Gaza :
- Novembre 1956 - décembre 1959 : Lieutenant-Général E. L. M. Burns (Canada)
- Décembre 1959 - janvier 1964 : Lieutenant-Général P. S. Gyani (Inde)
- Janvier 1964 - août 1964 : Major-Général Carlos F. Paiva Chaves (Brésil)
- Août 1964 - janvier 1965 : Colonel Lazar Mušicki (Yougoslavie)
- Janvier 1965 - janvier 1966 : Major-Général Syseno Sarmento (Brésil)
- Janvier 1966 - juin 1967 : Major-Général Indar Jit Rikhye (Inde)

### Pays participants
- Brésil
- Canada
- Colombie
- Danemark
- Finlande
- Inde
- Norvège
- Suède
- Yougoslavie

## FUNU II
L'opération FUNU II a été créée le 25 octobre 1973 par la résolution 340 du Conseil de sécurité de l'ONU à la suite de la guerre du Kippour pour garantir le cessez-le-feu entre les forces israéliennes et égyptiennes, ainsi que le redéploiement des forces belligérantes, et pour maintenir l'ordre et la sécurité dans des zones tampons selon les accords du 18 janvier 1974 et du 4 septembre 1975. Le mandat prend fin en juillet 1979,.

### Déroulement de l'opération
Trois zones tampons furent créées à la suite des différents accords :
- Zone tampon 1 (délimitée par: Mer Méditerranée, ligne J, ligne M et ligne E)
  - Swedbatt (bataillon suédois)
  - Ghanbatt (bataillon ghanéen)
  - Indbatt (bataillon indonésien)
- Zone tampon 2 A (délimitée par: Zone tampon 1, ligne M, Zone tampon 2B et le Golfe de Suez)
  - Indbatt (bataillon indonésien)
  - Finbatt (bataillon finlandais)
- Zone tampon 2B (délimitée par: Zone tampon 2 A, ligne M et le Golfe de Suez)
  - Finbatt (bataillon finlandais)

Les forces en présences mobilisent un maximum en février 1974 de 6 973 militaires, observateurs et équipes civiles nationales et internationales.

Au début du retrait de cette force, en juillet 1979, il y a encore sur le terrain 4 031 militaires, observateurs et équipes civiles nationales et internationales.

### Commandants de la force
- Octobre 1973 - août 1975 : Lieutenant-Général Ensio P. H. Siilasvuo (Finlande)
- Août 1975 - novembre 1976 : Lieutenant-Général Bengt Liljestrand (Suède)
- Décembre 1976 - septembre 1979 : Major-Général Rais Abin (Indonésie)

### Pays participants
- Australie
- Autriche
- Canada
- Finlande
- Ghana
- Indonésie
- Irlande
- Népal
- Panama
- Pérou
- Pologne
- Sénégal
- Suède

### Décorations
Les membres de cette mission pouvant valider six mois de présence peuvent recevoir la médaille des Nations unies.

Médaille des Nations unies
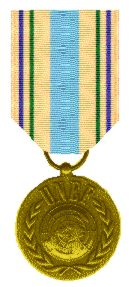
Médaille UNEF
Ruban UNEF
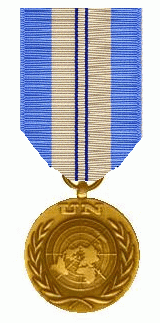
Médaille UNEF II
Ruban UNEF II